# Маріо Балотеллі
Ма́ріо Балоте́ллі Барву́а (італ. Mario Balotelli Barwuah, уроджений Маріо Барвуа; нар. 12 серпня 1990, Палермо, Сицилія) — італійський футболіст ганського походження. Нападник клубу «Дженоа».

## Кар'єра

### Інтернаціонале

#### 2006–2010

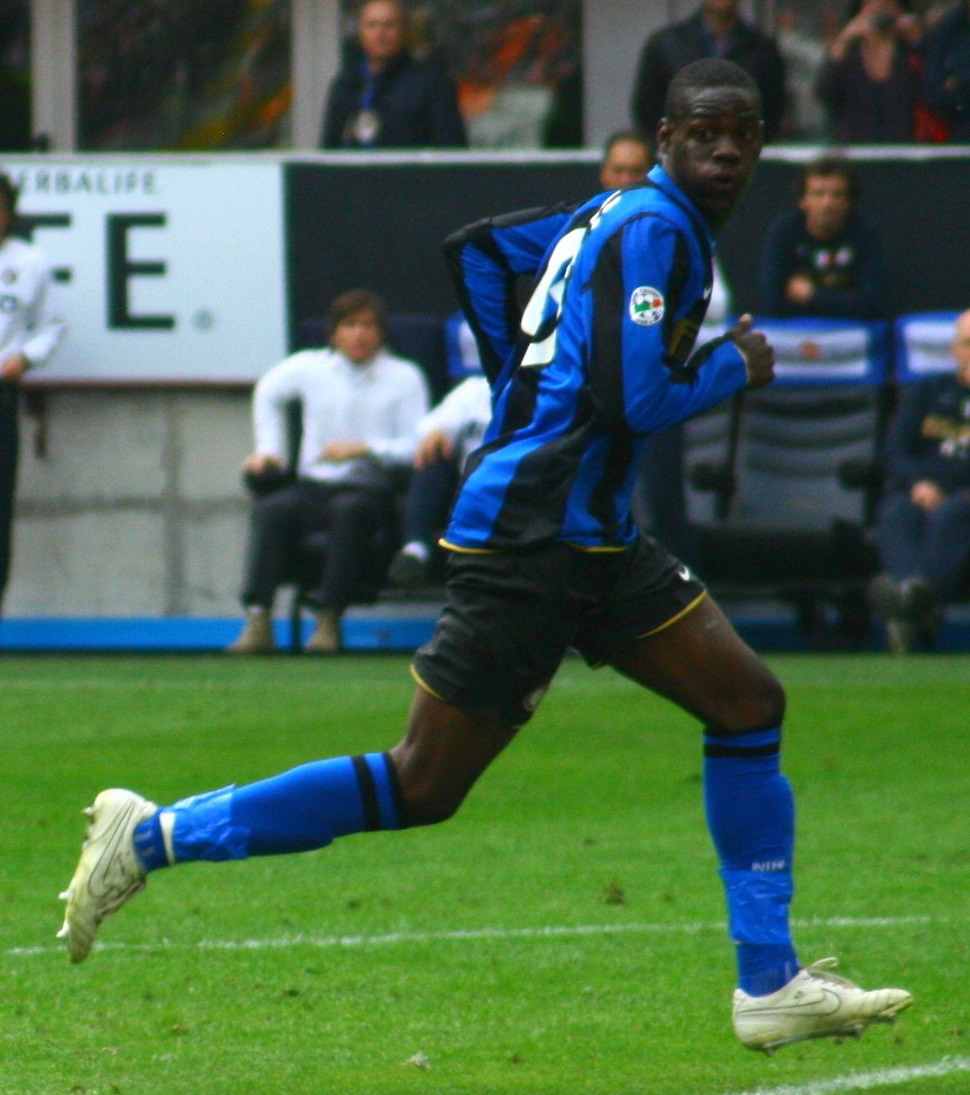
Маріо у складі Інтернаціонале

У віці 15 років мав невдалий перегляд у Барселоні. Згодом ним зацікавився «Інтернаціонале» і підписав Маріо на правах оренди. Потім викупив права на гравця. 8 листопада 2007 року брав участь в товариському турнірі. У матчі проти Шефілду відзначився двічі і «Інтернаціонале» перемогли 5-2.
Професійний дебют відбувся 16 грудня 2007 року у матчі проти «Кальярі», замінивши Давіда Суасо. Матч завершився з рахунком 2-0 на користь «Інтернаціонале». Вже в наступному матчі кубку Італії проти Реджини вийшов у старті і відзначився дублем. «Інтернаціонале» пройшли далі, перемігши з рахунком 4-1. Національну увагу отримав після матчу кубка Італії проти «Ювентуса». «Інтер» здобув перемогу з рахунком 3-2 завдяки 2 голам Маріо.
В листопаді 2008 року Маріо став наймолодшим гравцем за історію клубу, що відзначився в Лізі чемпіонів. У матчі проти кіпрського «Анортосіса» відзначився у віці 18 років 145 днів. Матч завершився 3-3. У матчі проти «Ювентуса» трапився прикрий інцидент. Протягом матчу лунали расистські вигуки у сторону гравців. Сам матч завершився з рахунком 1-1. Єдиний гол за «Інтернаціонале» забив Балотеллі. «Інтер» в четверте поспіль виграв Чемпіонат Італії з футболу.

### Манчестер Сіті

#### 2010-11

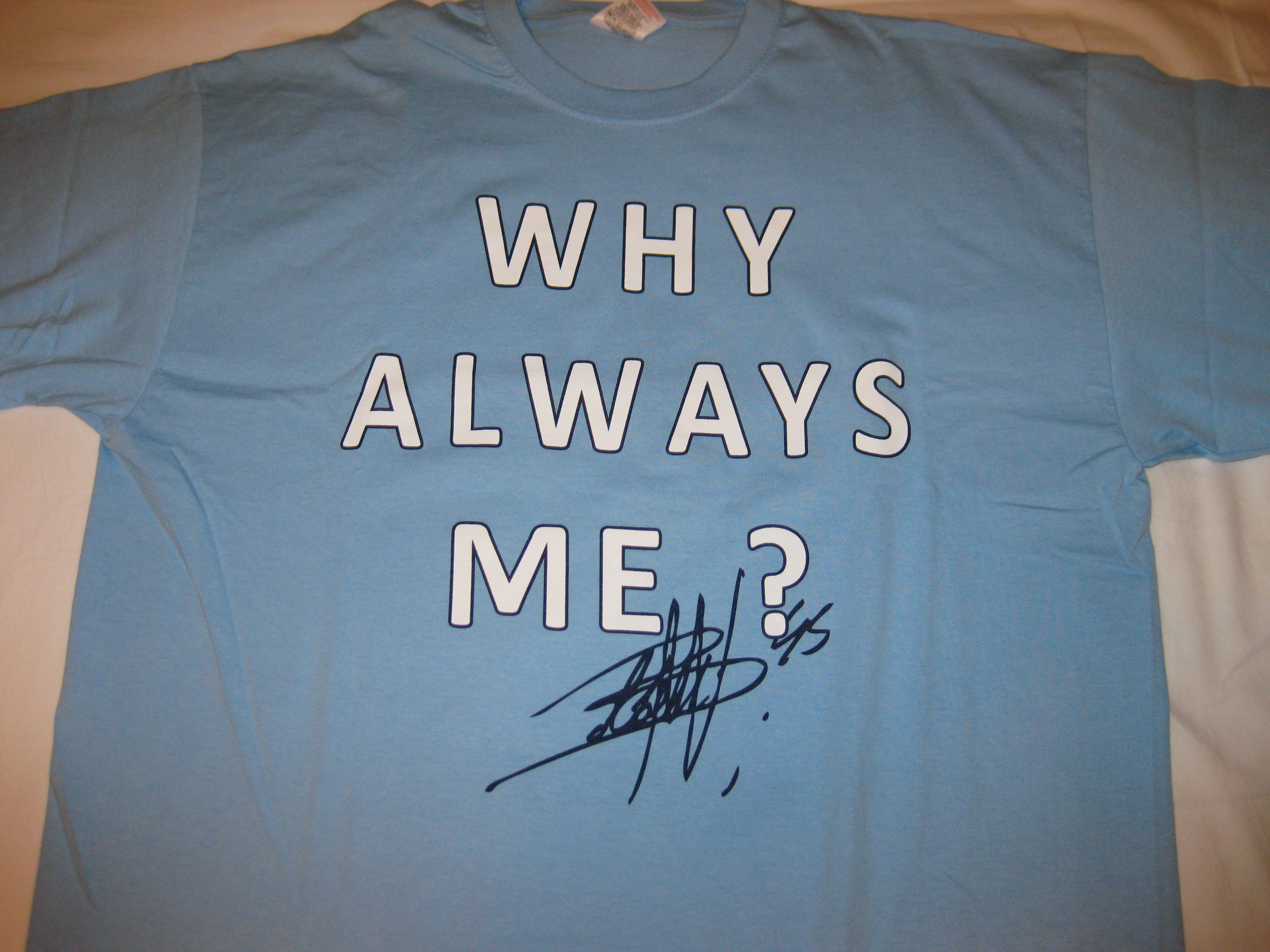
Футболка Маріо

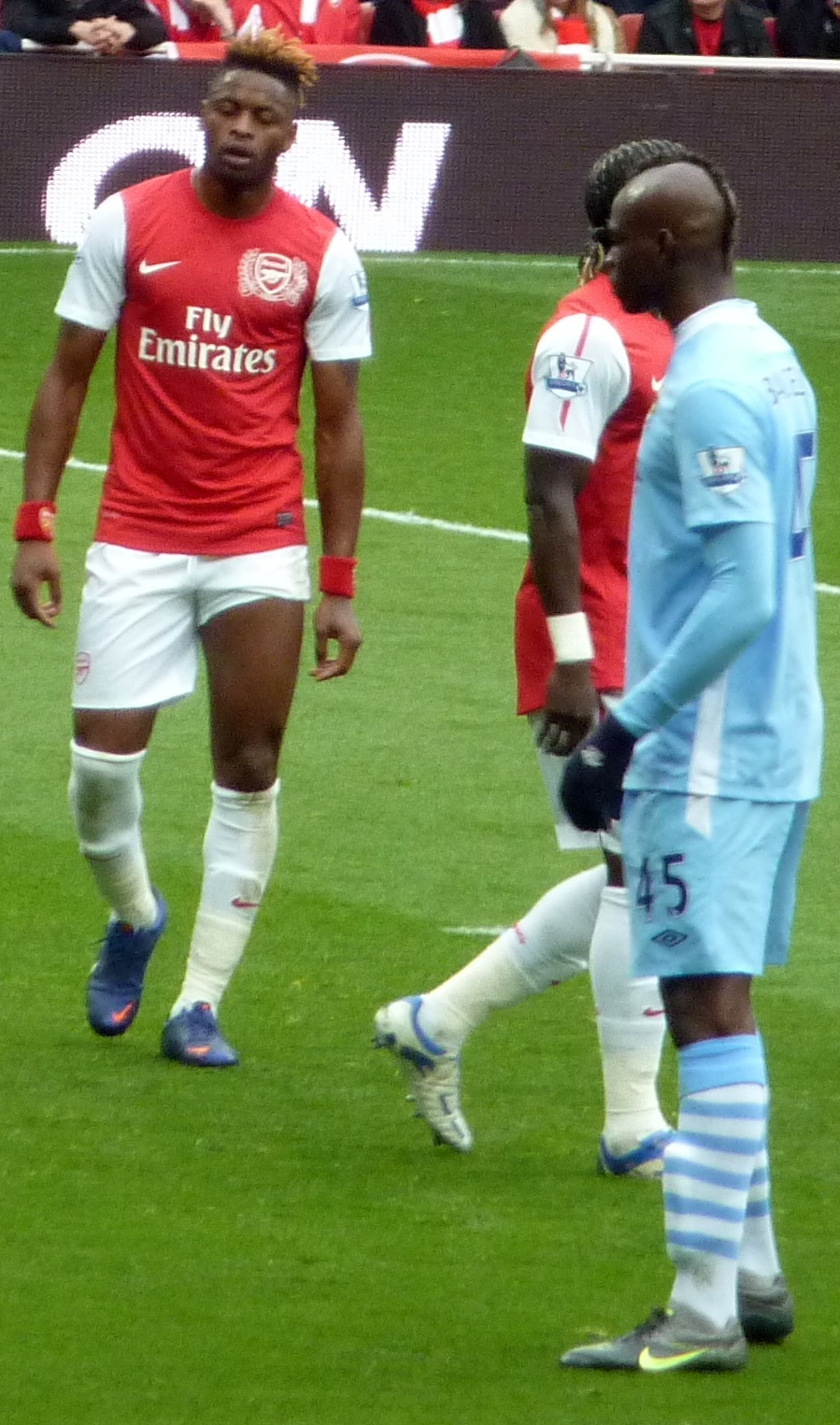
Балотеллі у матчі проти Арсеналу

Після декількох тижнів переговорів «Інтер» та «Манчестер Сіті» досягли згоди, щодо переходу форварда до складу останніх. 12 серпня було офіційно оголошено про трансфер. Його сума склала 22 мільйони €. Тут гравець возз'єднався зі своїм колишнім тренером Роберто Манчіні. На що наставник сказав: «Його стиль гри підходить Прем'єр лізі, а ще він молодий, щоб покращити свою гру. Він сильний гравець, фани Сіті отримають задоволення, спостерігаючи за ним». Балотелі обмінявся номером з одноклубником, щоб міг продовжувати носити форму з №45. Перший матч був у рамках Ліги Європи. Гравець вийшов на заміну у поєдинку проти Тімішоари. Але зазнав травми правого коліна, тому відновлювався до середини жовтня. Дебют у чемпіонаті відбувся у матчі проти Арсеналу 24 жовтня. Манчестер зазнав нищівної поразки 0-3.
Перший м'яч провів у ворота «Вулвергемптон Вондерерз» 30 жовтня. У матчі проти Вест-Бромвіч Альбіон відзначився дублем та червоною карткою. 31 грудня отримав приз Golden Boy, як найкращий молодий гравець Європи. 28 грудня оформив свій перший в кар'єрі хет-трик у матчі проти «Астон Вілли». Поєдинок завершився з рахунком 4-0 на користь «міщан». Незважаючи на успішний сезон у гравця були проблеми з дисципліною, і в результаті цього клуб вдавався до різних санкцій. Був визнаний гравцем матчу у фіналі кубків Англії у матчі проти «Сток Сіті». Манчестер Сіті переміг з рахунком 1-0, і Балотеллі здобув свій перший титул у клубі.

#### 2011-12
Роберто Манчіні      жовтень 2011
Перший гол в сезоні забив у ворота Бірмінгему у матчі Кубка Ліги. 3 дні по тому забив Евертону. Забив перші два м'ячі у ворота Манчестер Юнайтед на Олд Трафорд. Матч завершився перемогою Сіті з рахунком 6-1, що було черговим кроком до чемпіонства. Перший гол у Лізі чемпіонів забив у матчі-відповіді проти Вільяреалу. Свій 10 гол у сезоні забив у матчі проти Блекбрну. Протягом сезону відзначався відсутністю дисципліни. Вийшовши на заміну міг отримати червону картку. Часто конфліктував з гравцями інших клубів. Часто застосовувалися санкції з боку ліги у вигляді заборони грати на певний термін. Терпіння тренера не витримувало і часто з'являлася інформація, що його буде продано, якщо він не зміниться. В останньому матчі сезону проти  Куїнз Парк Рейнджерс вирішувалася доля чемпіонства. Балотеллі вийшов на заміну і на 94 хвилині віддав гольову передачу на Серхіо Агуеро. Гол останнього дозволив здобути перемогу і перше з 1964 року чемпіонство.

### Мілан

#### 2013
Маріо Балотеллі, про його трансфер до Мілану

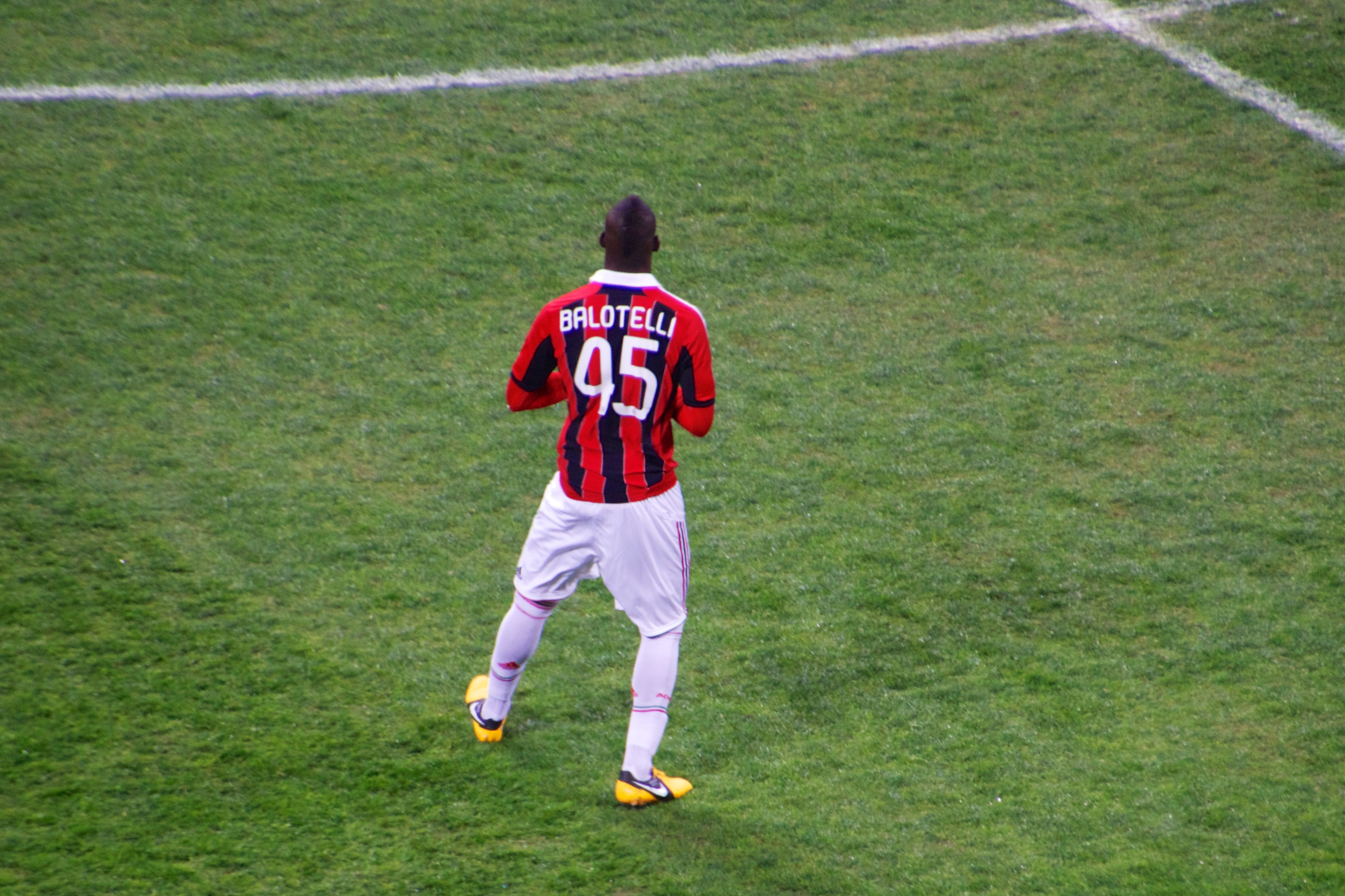
Балотеллі грає в Міланському дербі в лютому 2013 проти Інтера.

29 січня 2013 року було влаштовано перехід форварда за 20 мільйонів євро на строк 4 з половиною роки в Мілан з Ман Сіті. 31 січня було офіційно організовано трансфер. Гравець, як і в Інтері та Ман Сіті отримав футболку з 45 номером. Була інформація, що Берлусконі хоче використати його на виборах.
3 лютого 2013 року відбувся дебют у складі Мілану у матчі проти Удінезе в якому нападнику вдалося відзначитися дублем і таким чином Мілан здобув перемогу 2-1. 25 лютого брав участь у принциповому матчі проти Інтера, який закінчився з рахунком 1-1. Загалом в перших шести матчах за Мілан гравець забив 7 голів, таким чином йому вдалося повторити рекорд українця Андрія Шевченка. В останньому турі чемпіонату Італії проти Сієни забив гол з пенальті. Мілан одержав перемогу 2-1, що дозволило йому здобути 3 місце і вийти в Лігу чемпіонів В цьому сезоні Маріо відзначився високою результативністю, загальний коефіцієнт забитих м'ячів за матч склав 0.923.

#### 2013-14
Перший матч в сезоні зіграв проти ПСВ в рамках Ліги чемпіонів. Вже в першому турі Серії А проти Верони віддав гольову передачу. Перший гол в сезоні забив у ворота ПСВ у матчі-відповіді. В наступному матчі чемпіонату також відзначився голом. В 3 турі проти Торіно реалізував пенальті на 97 хвилині, що дозволило Мілану зрівняти рахунок 2-2. Андріано Галіані заявив, що з Балотеллі поменшало скандалів.
Вже в наступному матчі чемпіонату проти Наполі Балотелі отримав червону карточку за розмови з арбітром після матчу . Після матчу з'ясувалося, що гравець погрожував арбітру смертю. Ця червона карточка переросла у трьох матчеву дискваліфікацію. Такий емоційний стан гравця пов'язаний з першим у його кар'єрі не реалізованим пенальті. До того всі 26 спроб були влучними. Але свій гол гравець забив на 91 хвилині, що не допомогло Мілану 2-1 - перемога Наполі. Через декілька днів керівництво Мілану вирішило найняти психотерапевта, щоб той допоміг гравцеві контролювати емоції.
Наступні тури була гольова посуха в чемпіонаті, яка складалась з чотирьох матчів. Загалом за збірну і за клуб він не забивав вісім матчів. 26 листопада Балотеллі вдалось відзначитись в рамках Ліги чемпіонів у ворота Селтіка. В 15 турі оформив перший дубль в чемпіонаті у ворота Ліворно, що дозволило Мілану вирвати нічию 2-2.
28 грудня з'явилася інформація, що президент клубу Сільвіо Берлусконі вирішив виставити скандального гравця на трансфер. В цей же день появилася офіційна інформація-спростування. Через декілька днів агент гравця оголосив, що Маріо бажає змінити клуб у січні.
19 січня реалізований в ворота Верони пенальті допоміг не тільки перемогти Мілану 1-0, а і здобути першу перемогу в тренерській кар'єрі Кларенса Зедорфа. Гол у ворота Кальярі на 87' був початком камбеку Мілана, матч завершився з рахунком 1-2. На 73' матчу з Наполі був замінений. Камера зафіксувала як по обличчю гравця текли сльози. Причина такої емоційної реакції невідома. Потужним ударом з 39 метрів приніс перемогу Мілану над Болонією 1-0.

## За збірну

### Кубок конфедерацій 2013
Маріо був включений в заявку на цей турнір, що проходив в Бразилії. В першому матчі проти Мексики відзначився голом, що приніс перемогу з рахунком 2-1. В наступному матчі з Японією забив гол з пенальті. Матч завершився перемогою 4-3. Перед грою з Бразилією трапився конфуз. На цей період в Бразилії проводилися мітинги і акції протесту. Гравцям збірним радилося не виходити з готелів. Лише Маріо пішов у місто. На пресконференції тренер збірної Чезаре Пранделлі сказав 
|  | Тому що у Балотеллі не такий колір шкіри, як у решти італійців. Балотеллі підійшов до мене і сказав, що він чорний, і саме тому він хоче поспілкуватись з людьми на вулицях та подивитись у вічі дітям. Це спілкування напевне допоможе Балотеллі усвідомити, що у світі є інші люди з іншими проблемами . |

Матч завершився поразкою 4-2. В ньому гравець зазнав травми, тому вже не зможе зіграти в півфіналі проти Іспанії. Через це гравець назвав себе невдахою Кубку Конфедерацій. 25 червня повернувся додому, в Італію.
| Дата       | Місто                  | Господарі         | Результат               | Гості             | Турнір                               | Голи | Примітки |
| ---------- | ---------------------- | ----------------- | ----------------------- | ----------------- | ------------------------------------ | ---- | -------- |
| 10-8-2010  | Лондон                 | Італія            | 0 – 1                   | Кот-д'Івуар       | товариський матч                     | -    | 59'      |
| 17-11-2010 | Клагенфурт-ам-Вертерзе | Румунія           | 1 – 1                   | Італія            | товариський матч                     | -    | 60'      |
| 10-8-2011  | Барі                   | Італія            | 2 – 1                   | Іспанія           | товариський матч                     | -    | 59'      |
| 2-9-2011   | Торсгавн               | Фарерські острови | 0 – 1                   | Італія            | Відбір до ЧЄ 2012                    | -    | 83'      |
| 6-9-2011   | Флоренція              | Італія            | 1 – 0                   | Словенія          | Відбір до ЧЄ 2012                    | -    | 76'      |
| 11-11-2011 | Вроцлав                | Польща            | 0 – 2                   | Італія            | товариський матч                     | 1    |          |
| 15-11-2011 | Рим                    | Італія            | 0 – 1                   | Уругвай           | товариський матч                     | -    | 49'      |
| 1-6-2012   | Цюрих                  | Італія            | 0 – 3                   | Росія             | товариський матч                     | -    | 69'      |
| 10-6-2012  | Гданськ                | Іспанія           | 1 – 1                   | Італія            | ЧЄ 2012 - 1-й етап                   | -    | 37' 57'  |
| 14-6-2012  | Познань                | Італія            | 1 – 1                   | Хорватія          | ЧЄ 2012 - 1-й етап                   | -    | 69'      |
| 18-6-2012  | Познань                | Італія            | 2 – 0                   | Ірландія          | ЧЄ 2012 - 1-й етап                   | 1    | 74'      |
| 24-6-2012  | Київ                   | Англія            | 0 – 0 д.ч. (2 - 4 п.п.) | Італія            | ЧЄ 2012 - чвертьфінал                | -    |          |
| 28-6-2012  | Варшава                | Німеччина         | 1 – 2                   | Італія            | ЧЄ 2012 - півфінал                   | 2    | 37' 70'  |
| 1-7-2012   | Київ                   | Іспанія           | 4 – 0                   | Італія            | ЧЄ 2012 - Фінал                      | -    |          |
| 16-10-2012 | Мілан                  | Італія            | 3 – 1                   | Данія             | Відбір до ЧС 2014                    | 1    | 89'      |
| 14-11-2012 | Парма                  | Італія            | 1 – 2                   | Франція           | товариський матч                     | -    | 65'      |
| 6-2-2013   | Амстердам              | Нідерланди        | 1 – 1                   | Італія            | товариський матч                     | -    | 61'      |
| 21-3-2013  | Женева                 | Італія            | 2 – 2                   | Бразилія          | товариський матч                     | 1    | 83'      |
| 26-3-2013  | Та-Калі                | Мальта            | 0 – 2                   | Італія            | Відбір до ЧС 2014                    | 2    | 86'      |
| 31-5-2013  | Болонья                | Італія            | 4 – 0                   | Сан-Марино        | товариський матч                     | -    | 50'      |
| 7-6-2013   | Прага                  | Чехія             | 0 – 0                   | Італія            | Відбір до ЧС 2014                    | -    | 68', 72' |
| 11-6-2013  | Ріо-де-Жанейро         | Італія            | 2 – 2                   | Гаїті             | товариський матч                     | -    | 54'      |
| 16-6-2013  | Ріо-де-Жанейро         | Мексика           | 1 – 2                   | Італія            | Кубок Конфедерацій                   | 1    | 78' 86'  |
| 19-6-2013  | Ресіфі                 | Італія            | 4 – 3                   | Японія            | Кубок Конфедерацій                   | 1    |          |
| 22-6-2013  | Салвадор               | Італія            | 2 – 4                   | Бразилія          | Кубок Конфедерацій                   | -    |          |
| 10-9-2013  | Турин                  | Італія            | 2 – 1                   | Чехія             | Відбір до ЧС 2014                    | 1    | 30'      |
| 15-10-2013 | Неаполь                | Італія            | 2 – 2                   | Вірменія          | Відбір до ЧС 2014                    | 1    | 54'      |
| 15-11-2013 | Мілан                  | Італія            | 1 – 1                   | Німеччина         | товариський матч                     | -    |          |
| 18-11-2013 | Лондон                 | Італія            | 2 – 2                   | Нігерія           | товариський матч                     | -    |          |
| 4-6-2014   | Перуджа                | Італія            | 1 – 1                   | Люксембург        | товариський матч                     | -    | 79'      |
| 14-6-2014  | Манаус                 | Англія            | 1 – 2                   | Італія            | ЧС 2014 - 1-й етап                   | 1    | 73'      |
| 20-6-2014  | Ресіфі                 | Італія            | 0 – 1                   | Коста-Рика        | ЧС 2014 - 1-й етап                   | -    | 69'      |
| 24-6-2014  | Натал                  | Італія            | 0 – 1                   | Уругвай           | ЧС 2014 - 1-й етап                   | -    | 22' 46'  |
| 28-5-2018  | Санкт-Галлен           | Італія            | 2 – 1                   | Саудівська Аравія | товариський матч                     | 1    | 58'      |
| 1-6-2018   | Ніцца                  | Франція           | 3 – 1                   | Італія            | товариський матч                     | -    | 86'      |
| 7-9-2018   | Болонья                | Італія            | 1 – 1                   | Польща            | Ліга націй УЄФА 2018-2019 - 1-й етап | -    | 61'      |
| Усього     |                        | Матчів            | 36                      |                   | Голів                                | 14   |          |

## Досягнення

### Командні
«Інтернаціонале»
- Чемпіон Італії: 2007-08, 2008-09, 2009-10
- Володар Суперкубка Італії: 2008
- Володар Кубка Італії: 2009-10
- Переможець Ліги Чемпіонів УЄФА: 2009-10

 «Манчестер Сіті»
- Чемпіон Англії: 2011-12
- Володар Кубка Англії: 2010-11
- Володар Суперкубка Англії: 2012

### Збірна
Збірна Італії з футболу
- Віце-чемпіон Європи(1) : 2012

### Особисті
- Найкращий бомбардир Кубка Італії: 2008 (4 голи)
- Найкращий молодий гравець Європи («Golden Boy») за версією італійського видання «Tuttosport»: 2010
- Символічна збірна Серії А (1): 2012-13
- Найкращий бомбардир чемпіонату Європи: 2012 (3 голи, разом з Кріштіану Роналду, Маріо Гомесом, Аланом Дзагоєвим, Маріо Манджукичем, Фернандо Торресом)